# Genista micrantha
Genista micrantha é uma espécie de planta com flor pertencente à família Fabaceae. 
A autoridade científica da espécie é Ortega, tendo sido publicada em Novarum, aut Rariorum Plantarum Horti Reg. Botan. Matrit. Descriptionum Decades 68, pl. 10. 1798.

## Portugal
Trata-se de uma espécie presente no território português, nomeadamente em Portugal Continental.
Em termos de naturalidade é endémica da Península Ibérica.

## Protecção
Não se encontra protegida por legislação portuguesa ou da Comunidade Europeia.